# Ектор Мало
Екто̀р-Анрѝ Мало̀ (на френски: Hector-Henri Malot) (известен като Ектор Мало, издаван в България и като Хектор Мало) (20 май 1830 – 17 юли 1907) е френски писател, известен с романа си „Без дом“.

## Биография
Ектор Мало е роден на 20 май 1830 г. в Ла Буй, близо до Руан, в семейство на нотариус. Учи право в Руан и Париж, но избира за своя професия журналистиката. По-късно негова страст става литературата. Работил е като театрален критик за „Lloyd Francais“ и като литературен критик за „L'Opinion Nationale“.
Първата му книга, публикувана през 1859 г., е „Les Amants“. Общо Мало написва над 70 книги. Най-известната му книга е „Sans Famille“ (Без дом) от 1878 г., която разказва за приключенията по пътищата на Франция на сирачето Реми, което на 8-годишна възраст е продадено на уличния музикант Виталис. „Без дом“ придобива славата на детска книга, въпреки че първоначално не е замислена като такава.
През 1895 г. той обявява оттеглянето си от художествената литература, но през 1896 г. се връща към творчеството с равносметката на своя литературен живот „Le Roman de mes Romans“ (Романът на моите романи).

## Произведения
- Victimes d'Amour (трилогия)
  - Les Amants (1859)
  - Les Epoux (1865)
  - Les Enfants (1869)
- Les Amours de Jacques (1860)
- Un beau-frère (1869)
- Une belle-mère (1869)
- Romain Kalbris („Малкият моряк“) (1869)
- Une Bonne affaire (1870)
- Mme Obernin (1870)
- Souvenirs d'un Blessé (1872/Suzanne, Miss Clifton)
- Un Curé de Province (1872)
- Un Miracle (1872)
- Un Mariage sous le second empire (1873)
- La Belle Madame Donis (1873)
- Clotilde Martory (1873)
- Une belle-mère (1874)
- Le Mariage de Juliette (1874)
- Le Mari de Charlotte (1874)
- La Fille de la Comédienne (1875)
- L'Héritage d'Arthur (1875)
- L'Auberge du Monde
  - Le Colonel Chamberlain (1875)
  - La marquise de Lucilière (1875)
  - Ida et Carmélita (1876)
  - Thérèse (1876)
- Les Batailles du Mariage
  - Un Bon Jeune Homme (1877)
  - Comte du Pape (1877)
  - Marié par les Prêtres (1877)
- Cara (1878)

- Sans Famille („Без дом“) (1878)
- Le Docteur Claude (1879)
- La Bohême Tapageuse
  - Raphaëlle (1880)
  - La Duchesse d'Arvernes (1880)
  - Corysandre (1880)
- Une Feme d'Argent (1881)
- Pompon (1881)
- Séduction (1881)
- Les Millions Honteux (1882)
- La Petite Sœur (1882)
- Paulette (1883)
- Les Besoigneux (1883)
- Marichette (1884)
- Micheline (1884)
- Le Sang Bleu (1885)
- Le Lieutenant Bonnet (1885)
- Baccara (1886)
- Zyte (1886)
- Vices Français (1887)
- Ghislaine (1887)
- Conscience (1888)
- Mondaine (1888)
- Justice (1889)
- Mariage Riche (1889), сборник с новели:
  - Mariage Riche
  - Vire de Bord
  - L'Ombre
  - Une Peur
  - Sous le Suaire
  - Le Magot
  - Le Café Adèle
- Mère (1890)
- Anie (1891)
- Complices (1893)
- En Famille („У дома“) (1893)
- Amours de Jeune (1894)
- Amours de Vieux (1894)
- Un Nom (1895)
- Le Roman de mes Romans (1896)
- Pages choisies (1898)

## За него
- Edmond Spalikowski, Hector Malot et La Bouille, 1931.
- Agnès Thomas-Maleville, Promenades en Normandie avec un guide nommé Hector Malot, éd. Charles Corlet, Condé-sur-Noireau, 1994.
- Agnès Thomas-Maleville, Hector Malot, l'écrivain au grand cœur, éd. du Rocher, 2000.